# Zilveralk
De zilveralk (Synthliboramphus antiquus) is een vogel uit de familie Alcidae (alken).

## Verspreiding en leefgebied
Deze soort komt voor aan de noordelijke Pacifische kusten en telt twee ondersoorten:
- S. a. antiquus: van noordoostelijk Azië, de Aleoeten tot zuidelijk Alaska.
- S. a. microrhynchos: Komandorski-eilanden (zuidoostelijk Rusland).

## Status
De grootte van de populatie is in 1996 geschat op 800 duizend volwassen vogels. Op de Rode lijst van de IUCN heeft deze soort de status niet bedreigd.